# Grande Terre, Nova Kaledonija
Grande Terre (francoska izgovorjava: [ɡʁɑ̃d tɛʁ]) ali Nova Kaledonija je glavni otok Nove Kaledonije, čezmorskega ozemlja Francije v južnem Tihem oceanu, približno 1500 km vzhodno od Avstralije.

## Geografija
S približno 16.350 km² površine je daleč največji otok Nove Kaledonije. Otok podolgovate oblike v smeri severozahod–jugovzhod je približno 400 km dolg in na najširši točki 50 km širok. Obkroža ga obsežen sistem koralnih grebenov, ki ga po velikosti presega le Veliki koralni greben ob avstralski obali.
Vzdolž otoka poteka osrednja gorska veriga z najvišjim vrhom Mt. Panié (1628 m), ki se proti jugu zniža in razširi v planoto. Zahodno od nje se razprostirajo nižavja, vzhodne obale pa so strme. Leži le nekoliko severneje od kozorogovega povratnika na robu tropov, zato je podnebje toplo. Oceanski pasati prinašajo hladen in vlažen zrak z jugovzhoda, kar omogoča uspevanje bujnih pragozdov, gorska veriga pa predstavlja prepreko oblakom, zato je zahodni del otoka v padavinski senci, zaradi česar je sušen ter toplejši.
Na južnem delu stoji Nouméa, glavno mesto Nove Kaledonije.

## Zgodovina
Grande Terre naj bi naselili Melanezijci z zahoda pred 5000 leti, prvi zahodni raziskovalec, ki je uzrl otok, pa je bil James Cook (1774). Poimenoval ga je Nova Kaledonija, po starinskem imenu za Škotsko, na katero so ga spomnile gore. Kasneje je ime obseglo vse otočje, ki so ga leta 1853 pripojili Francozi in ga skoraj pol stoletja uporabljali kot kazensko kolonijo.